# Friedrich Huch
Friedrich Huch, né le 19 juin 1873 à Brunswick et mort le 12 mai 1913 à Munich, est un écrivain allemand.

## Biographie
Un de ses neveux était Friedrich Gerstäcker et une de ses cousines était Ricarda Huch du côté de sa mère. Son père se suicida en 1888.
Après sa Reifeprüfung à Dresde, il étudia la philosophie à l'université Louis-et-Maximilien de Munich, à la faculté des lettres de Paris et à l'université d'Erlangen. Il travailla en tant que professeur particulier à Hambourg et à Lubocheń (en) (Pologne) et voyagea en l'Italie avant de s'établir comme écrivain indépendant à Munich.
Il mourut subitement à l'âge de 39 ans. Thomas Mann a dit son panégyrique.

## Œuvre
- Peter Michel, Hamburg, Janssen, 1901.
- Geschwister, Berlin, Fischer, 1903.
- Träume, Berlin, Fischer, 1904.
- Wandlungen, Berlin, Fischer, 1905.
- Mao, Berlin, Fischer, 1907.
- Pitt und Fox. Die Liebeswege der Brüder Sintrup, Ebenhausen bei München, Langewiesche-Brand, 1909.
- Enzio, München, Mörike, 1911.
- Tristan und Isolde. Lohengrin. Der fliegende Holländer. Drei groteske Komödien, Munich, Mörike, 1911.
- Erzählungen, Munich, Georg Müller, 1914.
- Neue Träume, Munich, Georg Müller, 1914 ; rééd. en 1921, illustré par Alfred Kubin.
- Romane der Jugend, Berlin, Fischer, 1934.